# شهرستان چالینگ
شهرستان چالینگ (به لاتین: Chaling County) یک منطقهٔ مسکونی در چین است که در ژانژو واقع شده‌است.